# Albert Russell (réalisateur)
Pour les articles homonymes, voir Albert Russell et Russell.
Albert Russell (2 août 1890 - 4 mars 1929) est un scénariste, acteur et réalisateur américain de l'ère du cinéma muet.

## Biographie
Albert Russell réalise 18 films entre 1919 et 1923. Il écrit également 5 scénarios entre 1916 et 1921.
Né à New York, il meurt de pneumonie à Los Angeles. Son frère est l'acteur William Russell, mort deux semaines avant lui également de pneumonie.

## Filmographie
- Baseball Madness (en) (1917)
- The Lion Man (en) (1919)
- The Moon Riders (en)
- 'In Wrong' Wright (en) (1920)
- Double Danger (1920)
- Tipped Off (en) (1920)
- Fight It Out (en) (1920)
- The Trail of the Hound (en) (1920)
- The Driftin' Kid (en) (1921)
- Kickaroo (en) (1921)
- No Monkey Business (1921) (sous le nom Al Russell)
- The White Horseman (en) (1921)
- The Secret Four (en) (1921)
- The Room of Death (1921) (sous le nom Russell)
- Matching Wits (1922)
- Trickery (1922) (sous le nom Al Russell)
- The Call of Courage (1922) (sous le nom Al Russell)
- A Treacherous Rival (1922) (sous le nom Al Russell)
- The Verdict (1922) (sous le nom Al Russell)
- Lone Fighter (1923)

## Source de la traduction
- (en) Cet article est partiellement ou en totalité issu de l’article de Wikipédia en anglais intitulé « Albert Russell (director) » (voir la liste des auteurs).